# 帝王賞
帝王賞（ていおうしょう）は、特別区競馬組合が大井競馬場で施行する地方競馬の重賞競走（ダートグレード競走、JpnI）である。農林水産大臣より寄贈賞の提供を受けており、正式名称は「農林水産大臣賞典 帝王賞（のうりんすいさんだいじんしょうてん ていおうしょう）」と表記される。
副賞は、農林水産大臣賞、特別区競馬組合管理者賞、日本中央競馬会理事長賞、地方競馬全国協会理事長賞、日本馬主協会連合会長奨励賞、東京都馬主会理事長賞、日本地方競馬馬主振興協会会長賞、NAR生産牧場賞（2025年）。

## 概要
ダートの実力馬が全国から集い、上半期のダート競馬を締めくくるチャンピオン決定戦。中央との交流戦となった1986年から2023年まで、中央競馬所属馬25勝（同着優勝が1度）、地方競馬所属馬14勝となっている。
1978年に大井競馬場のダート2800mの競走として創設され、距離は1986年から2000mに変更された。1986年4月には「中央競馬招待競走」に指定され、日本中央競馬会（JRA）と南関東地方競馬以外の地方（地方競馬他地区）所属馬も出走可能になり、1995年には東京盃・東京大賞典とともに中央・地方全国指定交流競走となった。1989年に札幌競馬場で創設されたブリーダーズゴールドカップ（ホッカイドウ競馬）とともに、中央競馬と地方競馬の全国交流競走としては長い歴史を持つ。

### 競走条件（2025年）
出走資格
サラブレッド系4歳以上。地方・中央選定馬。
負担重量
定量（57kg、牝馬55kg、南半球産4歳1kg減）

#### 優先出走権
地方競馬所属馬は、下表の競走のいずれかで2着以内の成績を収めた馬に優先出走権が与えられる。
| 競走       | 格   | 競馬場     | 距離        | 備考                                                  |
| ---------- | ---- | ---------- | ----------- | ----------------------------------------------------- |
| かしわ記念 | JpnI | 船橋競馬場 | ダート1600m |                                                       |
| 大井記念   | SI   | 大井競馬場 | ダート2000m | 2013年までダート2600mで施行 2017年までは格が「SII」。 |

### 賞金
2025年の賞金額は、1着8000万円、2着2800万円、3着1600万円、4着800万円、5着400万円、着外手当25万円。
なお、国際セリ名簿基準書では1着から5着までの着内賞金の和を「purse（賞金総額）」と紹介している。

### コース
大井競馬場のダートコース、外回り2000mを使用。
スタート地点は外回りコースと内回りコースの合流点手前で、右回りに1周する。スタートから第1コーナーまで長い直線が続き、第4コーナーを回ってからゴールまでの直線も長く、距離2000mはダート競馬のチャンピオンディスタンスとされている。

## 歴史

### 年表
- 1978年 - 5歳以上の馬による重賞競走として創設。
- 1986年 - 中央競馬招待競走に指定、JRA所属馬および地方競馬他地区所属馬が出走可能になる[6]。
- 1987年 - 1着賞金が2800万円に増額。
- 1988年 - 1着賞金が3400万円に増額。
- 1989年 - 1着賞金が4000万円に増額。
- 1990年 - 1着賞金が4500万円に増額。
- 1991年 - 1着賞金が5000万円に増額。
- 1992年
  - 1着賞金が5800万円に増額。
  - ナリタハヤブサ、ラシアンゴールドの1着同着。
- 1994年
  - 本年以降、ナイター競走（トゥインクルレース）で施行。
  - 1着賞金が5500万円に減額。
- 1995年
  - 中央・地方全国指定交流競走に指定[7]。
  - 南関東グレード制施行により南関東G1に格付け。
  - 1着賞金が7000万円に増額。
- 1996年
  - 施行時期を4月から6月に変更。
  - 当日の入場者数が77818人を記録し、大井競馬場の入場者レコードとなる。
- 1997年
  - ダートグレード競走として、統一GIに格付け。
  - 1着賞金が7100万円に増額。
- 1999年 - 売得金額が15億7686万8500円を記録し、本競走1レースの売上レコードを更新。
- 2001年
  - 馬齢表示の国際基準への変更に伴い、出走条件を「4歳以上」に変更。
  - 1着賞金が8000万円に増額。
- 2005年 - 1着賞金が7000万円に減額。
- 2007年 - 日本のパートI国昇格に伴い、格付表記をJpnIに変更。なお、南関東グレードは併記しないことになった。
- 2009年 - 中央競馬所属馬の出走枠が5頭から6頭に、南関東所属馬の出走枠が8頭から7頭にそれぞれ変更。
- 2011年 - 1着賞金が6000万円に減額。
- 2016年
  - 中央競馬所属馬の出走枠が1頭増えて7頭となる[9]。
  - 売得金額が17億1108万1700円を記録し、本競走1レースの売上レコードを更新。当日の入場者数も22636人を記録。
- 2017年 - 売得金額が19億671万3300円を記録し、本競走1レースの売上レコードを更新。当日の入場者数も22875人を記録。
- 2018年 - 売得金額が19億1350万円を記録し、本競走1レースの売上レコードを更新。当日の入場者数も23885人を記録。
- 2019年 - 売得金額が25億1913万5600円を記録し、本競走1レースの売上レコードを更新。当日の入場者数も29584人を記録。
- 2020年
  - 新型コロナウイルスの流行により無観客開催。
  - 売得金額が29億2995万8400円を記録し、本競走1レースの売上レコードを更新。
- 2021年
  - 1着賞金が7000万円に増額。
  - 前年に引き続き無観客開催。
  - 売得金額が42億9702万5800円を記録し、本競走1レースの売上レコードを更新。
- 2022年 - 1着賞金が8000万円に増額[10]。
- 2023年 - 売得金額が44億881万600円を記録し、本競走1レースの売上レコードを更新。当日の入場者数も17744人を記録。
- 2024年 - 売得金額が44億3356万7900円を記録し、本競走1レースの売上レコードを更新。当日の入場者数も19118人を記録。
- 2025年 - この年は日程の都合上初めて7月に施行。

## 歴代優勝馬
すべて大井競馬場ダートコースで施行。
優勝馬の馬齢は、2000年以前も現行表記に揃えている。
| 回数   | 施行日        | 距離  | 優勝馬             | 性齢 | 所属 | タイム          | 優勝騎手   | 管理調教師 | 馬主                                 |
| ------ | ------------- | ----- | ------------------ | ---- | ---- | --------------- | ---------- | ---------- | ------------------------------------ |
| 第1回  | 1978年4月27日 | 2800m | ローズジヤツク     | 牡5  | 大井 | 2:59.1          | 阪本泰之   | 荒居貴美夫 | 阪本栄                               |
| 第2回  | 1979年4月23日 | 2800m | ハツマモル         | 牡4  | 大井 | 2:58.2          | 福永二三雄 | 朝倉文四郎 | 山岡初太郎                           |
| 第3回  | 1980年4月10日 | 2800m | カツアール         | 牡4  | 大井 | 3:00.6          | 高橋三郎   | 秋谷元次   | 栗林英雄                             |
| 第4回  | 1981年4月28日 | 2800m | アズマキング       | 牡4  | 大井 | 2:57.1          | 岡部盛雄   | 岡部猛     | （有）上山ビル                       |
| 第5回  | 1982年4月19日 | 2800m | コーナンルビー     | 牝4  | 大井 | 2:57.8          | 堀千亜樹   | 遠間波満行 | 越路玄太                             |
| 第6回  | 1983年4月18日 | 2800m | トラストホーク     | 牡5  | 大井 | 3:02.1          | 高橋三郎   | 武智一夫   | 菅波滿                               |
| 第7回  | 1984年4月11日 | 2800m | スズユウ           | 牡6  | 大井 | 3:01.5          | 石川綱夫   | 朝倉文四郎 | 鈴木榮治                             |
| 第8回  | 1985年4月18日 | 2800m | ロツキータイガー   | 牡4  | 船橋 | 3:00.2          | 桑島孝春   | 泉孝       | 児玉孝                               |
| 第9回  | 1986年4月9日  | 2000m | トムカウント       | 牡7  | 船橋 | 2:05.9          | 石崎隆之   | 江川秀三   | 藤田松己                             |
| 第10回 | 1987年4月8日  | 2000m | テツノカチドキ     | 牡7  | 大井 | 2:07.5          | 佐々木竹見 | 大山末治   | （株）勝俣工務店                     |
| 第11回 | 1988年4月13日 | 2000m | チヤンピオンスター | 牡4  | 大井 | 2:07.0          | 桑島孝春   | 秋谷元次   | 坪野谷純子                           |
| 第12回 | 1989年4月12日 | 2000m | フエートノーザン   | 牡6  | 笠松 | 2:07.3          | 安藤勝己   | 吉田秋好   | 高橋義和                             |
| 第13回 | 1990年4月11日 | 2000m | オサイチブレベスト | 牡6  | JRA  | 2:07.6          | 丸山勝秀   | 土門一美   | 野出長一                             |
| 第14回 | 1991年4月3日  | 2000m | チヤンピオンスター | 牡7  | 大井 | 2:05.2          | 高橋三郎   | 飯野貞次   | 坪野谷純子                           |
| 第15回 | 1992年4月15日 | 2000m | ナリタハヤブサ     | 牡5  | JRA  | 2:06.6 （同着） | 横山典弘   | 中尾謙太郎 | 山路秀則                             |
| 第15回 | 1992年4月15日 | 2000m | ラシアンゴールド   | 牡4  | JRA  | 2:06.6 （同着） | 蛯名正義   | 大久保洋吉 | 大原詔宏                             |
| 第16回 | 1993年4月12日 | 2000m | ハシルショウグン   | 牡5  | 大井 | 2:05.5          | 的場文男   | 赤間清松   | 渡辺典六                             |
| 第17回 | 1994年4月11日 | 2000m | スタビライザー     | 牡6  | JRA  | 2:04.7          | 柴田善臣   | 高橋英夫   | （株）ホースマン                     |
| 第18回 | 1995年4月13日 | 2000m | ライブリマウント   | 牡4  | JRA  | 2:03.7          | 石橋守     | 柴田不二男 | 加藤哲郎 他2名                       |
| 第19回 | 1996年6月19日 | 2000m | ホクトベガ         | 牝6  | JRA  | 2:04.2          | 横山典弘   | 中野隆良   | 金森森商事（株）                     |
| 第20回 | 1997年6月24日 | 2000m | コンサートボーイ   | 牡5  | 大井 | 2:04.9          | 的場文男   | 栗田繁     | 森杉茂                               |
| 第21回 | 1998年6月24日 | 2000m | アブクマポーロ     | 牡6  | 船橋 | 2:03.5          | 石崎隆之   | 出川克己   | 鑓水秋則                             |
| 第22回 | 1999年6月24日 | 2000m | メイセイオペラ     | 牡5  | 水沢 | 2:04.0          | 菅原勲     | 佐々木修一 | （有）明正商事                       |
| 第23回 | 2000年6月22日 | 2000m | ファストフレンド   | 牝6  | JRA  | 2:05.6          | 蛯名正義   | 高市圭二   | 竹﨑大晃                             |
| 第24回 | 2001年6月26日 | 2000m | マキバスナイパー   | 牡6  | 船橋 | 2:04.4          | K.デザーモ | 岡林光浩   | 新田知也                             |
| 第25回 | 2002年6月18日 | 2000m | カネツフルーヴ     | 牡5  | JRA  | 2:03.7          | 松永幹夫   | 山本正司   | （株）ローレルレーシング             |
| 第26回 | 2003年6月25日 | 2000m | ネームヴァリュー   | 牝5  | 船橋 | 2:04.6          | 佐藤隆     | 川島正行   | （有）飛野牧場                       |
| 第27回 | 2004年6月30日 | 2000m | アドマイヤドン     | 牡5  | JRA  | 2:04.0          | 安藤勝己   | 松田博資   | 近藤利一                             |
| 第28回 | 2005年6月29日 | 2000m | タイムパラドックス | 牡7  | JRA  | 2:03.5          | 武豊       | 松田博資   | （有）社台レースホース               |
| 第29回 | 2006年6月28日 | 2000m | アジュディミツオー | 牡5  | 船橋 | 2:02.1          | 内田博幸   | 川島正行   | 織戸眞男                             |
| 第30回 | 2007年6月27日 | 2000m | ボンネビルレコード | 牡5  | JRA  | 2:04.3          | 的場文男   | 堀井雅広   | 塩田清                               |
| 第31回 | 2008年6月25日 | 2000m | フリオーソ         | 牡4  | 船橋 | 2:04.7          | 戸崎圭太   | 川島正行   | ダーレー・ジャパン・ファーム（有）   |
| 第32回 | 2009年6月24日 | 2000m | ヴァーミリアン     | 牡7  | JRA  | 2:03.6          | 武豊       | 石坂正     | （有）サンデーレーシング             |
| 第33回 | 2010年6月30日 | 2000m | フリオーソ         | 牡6  | 船橋 | 2:03.4          | 戸崎圭太   | 川島正行   | ダーレー・ジャパン・ファーム（有）   |
| 第34回 | 2011年6月29日 | 2000m | スマートファルコン | 牡6  | JRA  | 2:01.1          | 武豊       | 小崎憲     | 大川徹                               |
| 第35回 | 2012年6月27日 | 2000m | ゴルトブリッツ     | 牡5  | JRA  | 2:03.0          | 川田将雅   | 吉田直弘   | （有）キャロットファーム             |
| 第36回 | 2013年6月26日 | 2000m | ホッコータルマエ   | 牡4  | JRA  | 2:03.0          | 幸英明     | 西浦勝一   | 矢部幸一                             |
| 第37回 | 2014年6月25日 | 2000m | ワンダーアキュート | 牡8  | JRA  | 2:03.5          | 武豊       | 佐藤正雄   | 山本信行                             |
| 第38回 | 2015年6月24日 | 2000m | ホッコータルマエ   | 牡6  | JRA  | 2:02.7          | 幸英明     | 西浦勝一   | 矢部道晃                             |
| 第39回 | 2016年6月29日 | 2000m | コパノリッキー     | 牡6  | JRA  | 2:03.5          | 武豊       | 村山明     | 小林祥晃                             |
| 第40回 | 2017年6月28日 | 2000m | ケイティブレイブ   | 牡4  | JRA  | 2:04.4          | 福永祐一   | 目野哲也   | 瀧本和義                             |
| 第41回 | 2018年6月27日 | 2000m | ゴールドドリーム   | 牡5  | JRA  | 2:04.2          | C.ルメール | 平田修     | 吉田勝己                             |
| 第42回 | 2019年6月26日 | 2000m | オメガパフューム   | 牡4  | JRA  | 2:04.4          | D.レーン   | 安田翔伍   | 原禮子                               |
| 第43回 | 2020年6月24日 | 2000m | クリソベリル       | 牡4  | JRA  | 2:05.3          | 川田将雅   | 音無秀孝   | （有）キャロットファーム             |
| 第44回 | 2021年6月30日 | 2000m | テーオーケインズ   | 牡4  | JRA  | 2:02.7          | 松山弘平   | 高柳大輔   | 小笹公也                             |
| 第45回 | 2022年6月29日 | 2000m | メイショウハリオ   | 牡5  | JRA  | 2:03.3          | 浜中俊     | 岡田稲男   | 松本好雄                             |
| 第46回 | 2023年6月28日 | 2000m | メイショウハリオ   | 牡6  | JRA  | 2:01.9          | 浜中俊     | 岡田稲男   | 松本好雄                             |
| 第47回 | 2024年6月26日 | 2000m | キングズソード     | 牡5  | JRA  | 2:06.9          | 藤岡佑介   | 寺島良     | （株）ヒダカ・ブリーダーズ・ユニオン |
| 第48回 | 2025年7月2日  | 2000m | ミッキーファイト   | 牡4  | JRA  | 2:03.1          | C.ルメール | 田中博康   | 野田みづき                           |

## 帝王賞の記録
- 最多優勝馬 - 2勝
  - チャンピオンスター（第11回・第14回）、フリオーソ（第31回・第33回）、ホッコータルマエ（第36回・第38回）、メイショウハリオ（第45回・第46回）。このうち連覇はメイショウハリオのみ。
- 最多優勝騎手 - 5勝
  - 武豊
- 最多勝調教師 - 4勝
  - 川島正行

※第47回終了時点

#### 各回競走結果の出典
- 帝王賞競走優勝馬 - 南関東4競馬公式サイト